# Jeannine Baticle
Jeannine Baticle (ur. 1920, zm. 24 grudnia 2014) – francuska krytyczka sztuki, wieloletnia kuratorka zbiorów w Luwrze. Specjalizowała się w malarstwie hiszpańskim.

## Publikacje
- Goya, d'or et de sang, coll. « Découvertes Gallimard / Arts » (nº 7), Éditions Gallimard, 1986
- Zurbarán, Metropolitan Museum of Art, 1987, 2013
- Velázquez : Peintre hidalgo, coll. « Découvertes Gallimard / Arts » (nº 73), Éditions Gallimard, 1989
- Goya, coll. « Sciences humaines », Librairie Arthème Fayard, 1992